# Pierre Trentin
Pierre Trentin   (Créteil, 15 de maig de 1944) és un ciclista francès, ja retirat, que va córrer durant els anys 60 i 70 del segle xx. Es dedicà al ciclisme en pista, aconseguint nombrosos èxits esportius, entre els quals destaquen quatre medalles en els diferents Jocs Olímpics en què participà i tres campionats del món amateur en pista.
Trentin va participar en quatre edicions dels Jocs Olímpics, totes les disputades entre 1964 i 1976. En aquestes participacions aconseguí quatre medalles, dues d'or i dues de bronze, sent a Ciutat de Mèxic, el 1968 quan aconseguí els millors resultats, amb dues medalles d'or, en les proves de quilòmetre contrarellotge i tàndem, fent parella amb Daniel Morelon; i una de bronze en velocitat individual. L'altra medalla de bronze l'havia aconseguit quatre anys abans a Tòquio en el quilòmetre contrarellotge.
El 1966 també guanyà dos campionats del món de ciclisme en pista, en persecució i en tàndem.
Pels seus èxits fou reconegut com a Cavaller de la Legió d'Honor el 7 de novembre de 1966.

## Palmarès
- 1961
  -  Campió de França júnior en ruta
- 1963
  -  Campió de França amateur de velocitat
  - 1r al Gran Premi de París en velocitat amateur
- 1964
  -  Campió del món amateur de velocitat
  - 1r al Gran Premi de París en velocitat amateur
  -  Medalla de bronze als Jocs Olímpics de Tòquio en quilòmetre contrarellotge
- 1965
  -  Campió de França amateur de velocitat
  - 1r al Gran Premi de París en velocitat amateur
- 1966
  -  Campió del món amateur del quilòmetre contrarellotge
  -  Campió del món amateur de tàndem, amb Daniel Morelon
- 1967
  - 1r al Gran Premi de París en velocitat amateur
- 1968
  -  Medalla d'or als Jocs Olímpics de Ciutat de Mèxic en quilòmetre contrarellotge
  -  Medalla d'or als Jocs Olímpics de Ciutat de Mèxic en tàndem, amb Daniel Morelon
  -  Medalla de bronze als Jocs Olímpics de Ciutat de Mèxic en velocitat individual
- 1969
  - 1r al Gran Premi de París en velocitat
  - 1r al Gran Premi de París en velocitat amateur
- 1974
  - 1r al Gran Premi de París en velocitat amateur
- 1980
  -  Campió de França de mig fons